# Salvo Sottile
Salvatore Sottile, detto Salvo (Palermo, 31 gennaio 1973), è un giornalista, conduttore televisivo e scrittore italiano.

## Biografia

### Gli esordi a Telecolor e l'arrivo in Fininvest
Figlio di Giuseppe Sottile, all'epoca capocronista del quotidiano palermitano Giornale di Sicilia, comincia a collaborare nel 1989 da Palermo, all'età di appena 16 anni, col quotidiano catanese La Sicilia e quindi con l'emittente regionale Telecolor Video 3, che oltre ad occuparsi dell'informazione locale collaborava con Canale 5 fornendo immagini e servizi chiusi legati ai fatti di cronaca della Sicilia. Viene notato da Enrico Mentana nel 1992, approda in Fininvest con la mansione di "informatore" dalla Sicilia e successivamente come corrispondente da Palermo per il Tg5 (e più tardi anche alla RAI per il Tg1, per il Tg3, etc). Esperienza che si rivela particolarmente importante poiché coincise con gli anni della dura lotta alla mafia e degli attentati a Giovanni Falcone e Paolo Borsellino (il suo primo servizio da inviato del TG5 nella Regione Sicilia fu, quando aveva 19 anni, sulla strage di via D'Amelio). Nello stesso periodo collabora per il settimanale Epoca, per il quotidiano romano Il Tempo e per il settimanale Panorama. Nel 1994 
diventa giornalista professionista.

### Il passaggio a Sky
Nel 2003, dopo 11 anni al TG5, lascia Mediaset per approdare a Sky Italia e fare parte del neonato Sky TG24. Oltre alla conduzione del telegiornale conduce il contenitore mattutino Doppio espresso (in onda dalle 6 alle 10) e il settimanale di approfondimento La scatola nera.

### Il ritorno a Mediaset
Dopo due stagioni, nel 2005 ritorna al TG5, dove conduce l'edizione della notte e cura la rassegna stampa. Nel 2006 passa alla conduzione dell'edizione delle 13. Il 15 maggio 2007 pubblica il suo primo romanzo Maqeda, edito da Baldini Castoldi Dalai, al quale segue il 25 febbraio 2009 il romanzo Più scuro di mezzanotte, edito da Sperling & Kupfer. Nel dicembre del 2009 lascia nuovamente il TG5 e approda come vicedirettore a Videonews, la testata giornalistica del gruppo Mediaset. Il 7 marzo 2010 debutta in prima serata su Rete4 per Quarto grado, un programma incentrato sui gialli e i casi irrisolti, che ottiene un buon riscontro di pubblico e gli regala una grossa popolarità tra il pubblico. L'esperienza prosegue per tre stagioni consecutive sino alla tarda primavera del 2013. 
Dal 5 luglio al 7 agosto 2012 Salvo Sottile conduce inoltre su Canale 5 Quinta colonna, programma di approfondimento su attualità, cronaca e politica .

### Il passaggio a La7
Nel 2013 lascia Mediaset e passa a LA7 dove conduce in prima serata il programma Linea gialla incentrato su casi di cronaca nera e del tutto simile a Quarto Grado. Sempre su LA7 dal 30 giugno 2014 e per tutta l'estate conduce il talk dell'access prime time In onda.

### Il passaggio in Rai
Nell'estate del 2015 approda in Rai ed esordisce su Rai 1 conducendo insieme con Eleonora Daniele il contenitore pomeridiano Estate in diretta. Dal 27 settembre dello stesso anno affianca invece Paola Perego nella conduzione di Domenica in, in onda nel pomeriggio festivo di Rai 1. Nella primavera del 2016 partecipa come concorrente a Ballando con le stelle il talent show curato e condotto da Milly Carlucci, mentre a settembre 2016 passa a Rai 3 dove conduce Mi manda Raitre nella striscia mattutina dalle 10 alle 11, e inizialmente anche in seconda serata e prima serata. L'esperienza al timone della trasmissione, esclusivamente al mattino, prosegue anche nelle stagioni 2017-2018, 2018-2019 e 2019-2020. Dal 2017 il programma va in onda anche al sabato con il titolo Mi Manda Raitre in +.
Nella primavera del 2018 esordisce nella seconda serata di Rai 3 con Prima dell'alba, un programma che esplora l'universo notturno in tutte le sue declinazioni. Il programma viene promosso in prima serata per uno speciale estivo e torna nella sua collocazione con la seconda e la terza stagione in onda rispettivamente nell'autunno dello stesso anno e a primavera del 2019. Nell'estate del 2019 il programma torna in prima serata con un ciclo di appuntamenti intitolati Prima dell'alba - La Rampa, e vedono Sottile condurre il programma da un edificio abbandonato della periferia romana chiamato per l'appunto La Rampa. La trasmissione prosegue con la quarta e la quinta stagione, in onda nell'autunno dello stesso anno e nell'inverno del 2020. Lunedì 22 aprile 2020, sempre in seconda serata su Rai 3 va in onda Prima dell'alba - Una notte in carcere, una puntata speciale dedicata all’universo carcerario, dove Salvo Sottile visita il carcere di Lecce e trascorre un’intera giornata con i detenuti per scoprire come si vive in un luogo dove è sempre notte tra solitudine e mancanza di libertà. A maggio 2020, alle 20.20 su Rai 3, conduce la striscia quotidiana Palestre di vita, nella quale, in piena emergenza COVID-19 raccoglie e racconta di storie di vita legate allo sport di donne e uomini nell'Italia di oggi. Con l'arrivo del nuovo direttore di rete Franco Di Mare il programma viene sospeso e le restanti puntate già registrate, inizialmente destinate ad una nuova collocazione, non vengono più mandate in onda. Lo stesso Di Mare decide di rimuovere dopo quattro stagioni Sottile dalla conduzione di Mi Manda RaiTre che nella stagione 2020-2021 perde quasi quattro punti di share rispetto all'anno prima.
Nella stagione 2020-2021 approda a Rai 2 e viene chiamato da Michele Guardì (autore storico del programma) alla conduzione de I fatti vostri. Sottile prende il posto di Giancarlo Magalli. Al suo fianco c’è Anna Falchi. Nelle due stagioni con la conduzione di Sottile gli ascolti del programma che prima viaggiava su una media del 5, raddoppiano. I fatti vostri tornano alla doppia cifra diventando il programma più visto di Rai 2.
Dal 27 novembre 2023 conduce FarWest, un programma di inchieste in prima serata su Rai 3.

### Vita privata
È padre di due figli, avuti dalla giornalista Sarah Varetto che ha sposato nel 2004 e da cui si è separato nel luglio 2019.

## Libri
- Toto Riina. Storie segrete, odii e amori del dittatore di Cosa Nostra, con Enzo Catania, Paginauno, Milano, 1993
- Maqeda, Milano, Baldini Castoldi Dalai, 2007
- Più scuro di mezzanotte, Milano, Sperling & Kupfer, 2009
- Cruel, Milano, Mondadori, 2015
- Nottefonda, Roma, Rai Libri, 2019

## Premi
- 2006 - Premio Ischia internazionale di giornalismo
- 2008 - Premio letterario Massarosa per il romanzo Maqeda
- 2009 - Premio Paolo Borsellino

## Programmi televisivi
- TG5 (Canale 5, 1992-2003, 2005-2009)
- Doppio espresso (Sky TG24, 2003-2004)
- La scatola nera (Sky TG 24, 2004)
- Quarto grado (Rete 4, 2010-2013)
- Quinta colonna (Canale 5, 2012)
- Linea gialla (LA7, 2013-2014)
- In onda (LA7, 2014)
- Estate in diretta (Rai 1, 2015-2016)
- Domenica in (Rai 1, 2015-2016)
- Ballando con le stelle (Rai 1, 2016) concorrente
- Mi manda Raitre (Rai 3, 2016-2020)
  - Mi manda Raitre in + (Rai 3, 2016-2020)
  - Mi manda Raitre Estate (Rai 3, 2019-2020)
- Prima dell'alba (Rai 3, 2018-2020)
  - Prima dell'alba - La rampa (Rai 3, 2019)
  - Prima dell'alba - Una notte in carcere (Rai 3, 2020)
- Palestre di vita (Rai 3, 2020)
- I fatti vostri (Rai 2, 2020-2023)
- Telethon (Rai 2, 2022)
- FarWest (Rai 3, dal 2023)

## Web
- Miss Italia (YouTube, Facebook, 2022)

## Filmografia
- Distretto di Polizia 7, regia di Alessandro Capone - serie TV, episodio 7x25 (2007)